# Erythrophleum fordii
Erythrophleum fordii är en ärtväxtart som beskrevs av Daniel Oliver. Erythrophleum fordii ingår i släktet Erythrophleum och familjen ärtväxter. IUCN kategoriserar arten globalt som starkt hotad. Inga underarter finns listade i Catalogue of Life.